# Creatura
Creatura es una película dirigida y protagonizada por la directora española Elena Martín Gimeno en 2023.

## Sinopsis
Mila se traslada con su pareja a la casa familiar en la costa del Maresme donde veraneó en la infancia y la adolescencia. Estando en este domicilio, se despierta en Mila el recuerdo de los traumas sexuales de su pasado, que le harán revivir física y mentalmente sus primeros momentos de conciencia sexual (a la edad de 5 años) y el despertar de esta en sus años de adolescencia (15 años).

## Reparto
- Elena Martín Gimeno como Mila
- Claudia Malagelada como Mila
- Claudia Borràs como Mila
- Oriol Pla como Marcel
- Alex Brendemühl como Gerard
- Clara Segura como Diana
- Marc Cartanyà como Gerard
- Carla Linares como Diana

## Producción
La película ha sido producida por Vilaüt Films, Lastor Media, Avalon PC y Elastica Films. Fue producido en colaboración con Suris/Bishop Film, y contó con la participación de TV3 y Filmin y el apoyo del ICAA, el ICEC y Creative Media Europe.  Se grabó originalmente en catalán.  Los lugares de rodaje en Cataluña incluyen San Vicente de Montalt, La Escala, Blanes, Barcelona y Sitges .

## Estreno
Se exhibió por primera vez en la sección de la Quincena de Cineastas del 76.º Festival de Cannes el 20 de mayo de 2023. En los cines españoles se estrenó en 2023

## Crítica
Nikki Baughan de ScreenDaily consideró que la película es una exploración de la "estrecha relación entre la culpa, la vergüenza y el deseo" debería "atraer la atención por su historia centrada en la mujer y su fuerte identidad visual".
Dustin Chang de ScreenAnarchy consideró que Creatura era "una película interesante sobre cómo la sexualidad femenina asusta a los hombres".

## Premios
- Premio al mejor filme europeo de la Quincena de Cineastas del Festival de Cannes.[8]
- Premios Goya 2024[9]

| Categoría                                 | Nominado           | Resultado |
| ----------------------------------------- | ------------------ | --------- |
| Mejor dirección                           | Elena Martín       | Nominada  |
| Mejor interpretación masculina de reparto | Alex Brendemühl    | Nominado  |
| Mejor interpretación femenina de reparto  | Clara Segura       | Nominada  |
| Mejor actriz revelación                   | Clàudia Malagelada | Nominada  |